# Danser Med Piger
Danser Med Piger er en dansk popgruppe, der består af Oskar Krogager Ringgaard, Anders Haarder Gregersen, Victor Emil Hahn Prirsching, Daniel Mølgaard Christensen og Andreas Fejer Hermansen.
I 2015 var Danser Med Piger med i første sæson af Danmark har talent under navnet PowerPuff Drengene. Drengene fik dengang et tilbud fra Topgunn om de skulle kontakte ham når de blev voksne.
I 2021 udgav gruppen deres debutsingle "Lad Mig Være". Gruppen udgav deres selvbetitlede debut-EP i 2022, som indeholder sange såsom, "Danser Med Piger" og "Kemikalier" (feat. Kidd).
I 2023 udgav Danser Med Piger deres album, BOYBAND, som indeholder fem sange, herunder "Glemme Dig" og "God Pige" (feat. TopGunn). Albummet fik fire ud af fem stjernet i musikmagasinet GAFFA. Gruppen var nomineret til Årets nye danske navn ved Danish Music Awards i 2023.

## Diskografi
- Danser Med Piger (2022, EP)
- BOYBAND (2023, EP)